# NGC 501
NGC 501 è una galassia ellittica situata nella costellazione dei Pesci a una distanza di 224 milioni di anni luce dal Sistema solare.

## Scoperta
La galassia NGC 501 è stata scoperta il 28 ottobre 1856 dall'astronomo irlandese R. J. Mitchell.
Anche se John Dreyer, il creatore del New General Catalogue, attribuisce la scoperta a William Parson, III conte di Rosse, egli nota che molte delle sue scoperte furono in realtà fatte da qualcuno dei suoi collaboratori, in questo caso R. J. Mitchell, che si avvalse del telescopio riflettore da 72" montato al Castello di Birr, in Irlanda. L'oggetto fu descritto come "molto debole e piccolo".